# Urdánoz
Urdánoz (Urdotz en euskera) es una localidad y un concejo de la Comunidad Foral de Navarra (España) del municipio de Goñi, situado en la Merindad de Estella, en la Cuenca de Pamplona y a 25.5 km de la capital de la comunidad, Pamplona. Su población en 2014 fue de 16 habitantes (INE), su superficie es de 7,47 km² y su densidad de población es de 2,14 hab/km².

## Demografía

### Evolución de la población
| Gráfica de evolución demográfica de Urdánoz entre 2000 y 2009 |
|                                                               |
| Datos según el nomenclátor publicados por el INE.             |